# 山田としあき
山田 としあき（やまだ としあき、1978年11月1日 - ）は日本のローカルタレント。本名・山田敏明（やまだとしあき）。福岡県福岡市在住、スピーチアクト所属。

## 人物
- 福岡大学附属大濠高等学校、福岡大学卒業[1]。
- 身長181cm、血液型はB型。
- RKB毎日放送、九州朝日放送などへのレギュラー出演のほか、福岡県内でのイベントの司会などをしている。

## エピソード
- 趣味は海外旅行、ポイント集め、一人映画[2]。

## 出演
- アサデス。九州・山口(九州朝日放送)
- アサデス。KBC(九州朝日放送)
- サワダデース(九州朝日放送)
- エンタメバラエティ THE☆ヒット情報(RKBラジオ)
- ミミトモ(RKBラジオ)
- 土曜の目覚めはどき生てれび(山口朝日放送)
- 山田としあきの1駅歩こう(JCOM)